# Kecamatan Malingping
Kecamatan Malingping är ett distrikt i Indonesien.   Det ligger i provinsen Banten, i den västra delen av landet, 120 km sydväst om huvudstaden Jakarta.